# Giuditta con la testa di Oloferne (Baldung)
Giuditta con la testa di Oloferne (in tedesco Judith mit dem Haupt des Holofernes) è un dipinto a olio su tavola dipinto nel 1525 circa dall'artista tedesco Hans Baldung. L'opera è conservata al museo nazionale tedesco di Norimberga.

## Descrizione
Il dipinto ritrae Giuditta, la protagonista del libro omonimo dell'Antico Testamento, dopo aver decapitato Oloferne, il generale assiro che stava mettendo sotto assedio la città nella quale viveva. L'eroina biblica occupa tutto lo spazio della composizione verticale ed emerge dallo sfondo nero in tutta la sua nudità. Le sue gambe sono incrociate in una posa strana.
L'opera è molto simile ad altre tre tavole di Baldung che ritraggono dei soggetti nudi su uno sfondo nero: sono l'Adamo e l'Eva del museo di belle arti di Budapest e il dipinto Venere e Cupido conservato nel museo Kröller-Müller di Otterlo, nei Paesi Bassi. In effetti, è molto probabile che queste quattro opere siano le stesse che Remigius Fesch cita in un suo manoscritto, secondo il quale nel 1641 furono inviati da Strasburgo a Basilea quattro quadri di Baldung a grandezza d'uomo ritraenti questi personaggi.
La donna impugna con la sua mano destra un coltello invece che una spada (l'arma presente in molte altre opere sul tema della decapitazione di Oloferne), probabilmente perché Baldung riprese il termine pugio usato nella traduzione latina del Vecchio Testamento (la Vulgata), mentre con la sinistra tiene per i capelli la testa decapitata del generale assiro. Invece di guardare lo spettatore, lo sguardo dell'eroina biblica è rivolto verso la sua sinistra, come se ella stesse nascondendo qualcosa: si tratta di un espediente adoperato anche per l'Eva del dipinto Eva, il serpente e la Morte, conservato alla galleria nazionale del Canada di Ottawa, con la quale condivide il sorriso enigmatico.
L'opera appartiene a un tema artistico molto diffuso in area tedesca nel secolo sedicesimo, quello del potere delle donne (Weibermacht), che riprendeva degli episodi biblici o mitologici nei quali delle donne soggiogavano gli uomini. Come molti autori nordici di quel periodo, il dipinto baldunghiano ritrae una Giuditta erotica e pericolosa, un'incarnazione dei pericoli che possono derivare dalla seduzione lussuriosa. Un accenno di peluria pubica (che nell'arte rinascimentale era rarissima, per lo più presente nelle opere erotiche) non fa che sessualizzare maggiormente la figura, trasformandola da eroina del popolo ebraico a seduttrice fatale.